# Luís Vieira Campos
Luís Vieira Campos nasceu na cidade do Porto em 29 de Julho de 1964.
Estudou cinema na ESAP-Escola Superior Artística do Porto e na Escola das Artes da Universidade Católica Portuguesa. Como estudante realizou a curta-metragem "Hitchcokiano", premiada no concurso Novos Valores da Cultura 1988, organizado pelo  Ministério da Cultura (Portugal)  em conjunto com o CPAI- Clube Português das Artes e Ideias. Foi estagiário de som de Antoine Bonfanti na rodagem de Amour en Latin (1987), um filme de Saguenail. Foi estagiário de realização de Manoel de Oliveira na rodagem de A Divina Comédia (filme). Trabalhou nas áreas de imagem, montagem, produção e realização.Em 2008 fundou a Filmes Liberdade onde actualmente desenvolve a sua actividade. 

## Filmografia
- aDeus (2000)
- Quando eu Morrer (2006)
- Dia de Visita (2011)
- Bicicleta (2014)
- O Sapato (2017)
- Geni (2018)

## Ligações Externas
- Luís Vieira Campos no IMDB
- Filmes Liberdade